# 9535 Plitchenko
9535 Plitchenko eller 1981 UO11 är en asteroid i huvudbältet som upptäcktes den 22 oktober 1981 av den rysk-sovjetiske astronomen Nikolaj Tjernych vid Krims astrofysiska observatorium på Krim. Den har fått sitt namn efter Aleksandr I. Plitchenko.
Asteroiden har en diameter på ungefär 4 kilometer.